# Timoteo Jurado
Timoteo Jurado Aguado [àlies: Medianoche] (Castilblanco, ? - Madrid, 27 d'agost de 1947) fou un guerriller antifranquista, membre del grup dels germans Juan i Jesús Ramiro Benítez, que pertanyia a la 14a Divisió de la Primera Agrupació Guerrillera. El 16 d'octubre 1946, en un tren en Madrid, foren detinguts Crescencio Sánchez Carrasco Pitarra is Eugenio Gómez Román, Motorista, fill del guerriller Jesús Gómez Recio, Quincoces. Timoteo Jurado, que era citat amb ambdós per a intentar anar a França, fou detingut poc després d'aquell dia. Fou jutjat per un tribunal militar en consell de guerra i condemnat a more, i afusellat a Madrid el 26 d'agost 1947 junt amb Eugenio Gómez Román i altres dotze antifranquistes, entre ells diversos membres dels grups urbans de Pedro Sanz Prades, Paco el Catalán.